# Mai Phương (sinh 1985)
Phạm Thị Mai Phương (sinh năm 1985 tại Hải Phòng) đăng quang "Hoa hậu Việt Nam 2002" tại Thành phố Hồ Chí Minh, khi đó cô đang là học sinh lớp 12 chuyên Lý của THPT năng khiếu Trần Phú, Hải Phòng.
Sau khi đăng quang cô được cử đại diện Việt Nam lần đầu tham gia cuộc thi sắc đẹp quốc tế: Hoa hậu Thế giới 2002. Mai Phương đã được các giám khảo đánh giá khá cao và cuối cùng lọt vào top 20 người đẹp nhất của cuộc thi năm đó, xếp thứ 15. Mai Phương là người đầu tiên đại diện cho Việt Nam dự thi cuộc thi sắc đẹp thế giới.
Sau khi khẳng định sắc đẹp trên đấu trường quốc tế về nước. Cô sang Anh du học tại Đại học Luton ngay sau khi tốt nghiệp cấp 3. Bốn năm sau, cô quyết định lấy chồng là mối tình đầu gắn bó suốt 6 năm và xác định sống, làm việc ngay tại quê hương Hải Phòng. Ngày 16 tháng 3 năm 2008, cô kết hôn và tháng 3 năm sau cô sinh con trai đầu lòng.